# کشاورزی صنعتی
کشاورزی صنعتی (به انگلیسی: Industrial agriculture) شکلی از کشاورزی مدرن است که به تولید صنعتی محصولات کشاورزی و دامی و محصولات دامی مانند تخم مرغ یا شیر اشاره دارد. روش‌های کشاورزی صنعتی شامل نوآوری در ماشین‌آلات کشاورزی و روش‌های کشاورزی، فناوری ژنتیک، تکنیک‌های دستیابی به صرفه‌جویی در مقیاس در تولید، ایجاد بازارهای جدید برای مصرف، اعمال حفاظت از ثبت اختراع برای اطلاعات ژنتیکی و تجارت جهانی است. این روش‌ها در کشورهای توسعه‌یافته رواج یافته و به‌طور فزاینده‌ای در سراسر جهان رواج دارند. اکنون بیشتر گوشت، لبنیات، تخم مرغ، میوه‌ها و سبزیجات موجود در سوپرمارکت‌ها با استفاده از این روش‌های کشاورزی صنعتی تولید می‌شوند.